# Guaviare (rijeka)
Guaviare (špa. Río Guaviare) je rijeka u Kolumbiji, lijeva pritoka Orinoca duga 1 220 km.

## Zemljopisne karakteristike
Guaviare se formira spajanjem rijeka Ariari i Guayabero koje izviru u Andama, rijeka je plovna je u dužini od 630 km.

## Vanjske poveznice
|  | Zajednički poslužitelj ima još gradiva o temi Guaviare (rijeka) |